# 馬低亞察安
馬低亞察安（魯凱語：Mathiachane），是台灣魯凱族西魯凱群傳說中的一個古老部落，擁有建造大型石板屋的技術、還會飼養虎頭蜂來抵禦侵略者，但後來因故而多次遷村，最後因為天花而滅亡，現址已廢棄。

## 地點與緣起
馬低亞察安位於隘寮北溪下流、和一條從德文部落（Tukuvule，位於今屏東縣三地門鄉）流下來的支流交會處的小山丘上，傳說中該部落是從達魯瑪克部落所分支出來的，過去當達魯瑪克部落還位於平地時，達魯瑪克部落的始祖卡利馬勞（Kalhimadrao）打算帶著族人往山上遷移，但他弟弟巴沙卡拉呢（Basakalhane）卻選擇帶著自己的家族和領民遷往西方，並且在馬低亞察安的位置安頓下來，在跟兄長告別時，他還把作為手杖的竹子插在地上標示，至於詳細遷移路線和出走的原因目前尚無定論，其名字由來也無法考據。

## 生活
傳說中馬低亞察安的族人生活有不少不可思議的地方：

### 防衛
馬低亞察安的魯凱族人會以虎頭蜂防衛部落，據說在部落的入口處有棵大榕樹，榕樹的枝葉茂密到可以把陽光完全遮蔽，而枝葉間則有一個虎頭蜂巢，只要有任何接近部落的外人心中惡念、心虛或不敬的想法，就會被虎頭蜂給螫死，而且不管是從哪個方向接近都會被發現。

### 石板屋
馬低亞察安的建築是屬於西魯凱群很典型的古老格式石板屋，研究者根據當地殘留的房屋遺跡，發現那些屋子不僅是以又大又重的石板搭建而成，還是以「打石板」的方式所切割出來的，那是在尚未進入鐵器時代的技術，所以當地的房屋不可能少數人能夠完成，但當地附近沒有出產石板的地方，而且傳說中巴沙卡拉呢帶來的族人人數也不多，那些房屋到底是怎麼蓋成的，至今還是無法明確解釋。而馬低亞察安的後代則聲稱那是和魯凱族人交好的矮人族：達瑞卡哦格勒（Tharikaegele）幫族人蓋的。

## 廢村
傳說中，雖然馬低亞察安的生活很安全，但因為太多禁忌導致族人生活很不開心、且虎頭蜂的保護也讓部落被孤立，因此最後當地的族人又遷移到距離當地有一天路程的深山、一處叫卡巴利瓦呢（Kabalhivane）的斷崖上，由於廢除了不少禁忌，讓他們的生活快速發展起來、人口越來越多、社會制度也逐漸成形，據說那個時代部落裡可以同時有一百位年輕人和一百位成年人，是該群族人最興盛的時期，但隨著族人在剛地生活很長一段時間後，他們因為觸犯了禁忌而受到神明的懲罰，吹起了「麻臉風」（可能是指天花），導致人們大量死亡，倖存的人倉皇逃到附近一處叫瓦拿瓦拿勒（Ba sa vanavanale）的山坡上、後來又間到隘寮北溪旁的一塊台地上、建立達德勒部落（Dadee）部落，據說那時部落只剩九戶人家，後來進入日治時期後，達德勒部落又被跟其他兩個小部落合併為青葉部落（Talamakau，位於三地門鄉）。

## 其他傳說
馬低亞察安的遺族聲稱跟大鬼湖蛇王結婚的巴冷公主是他們的頭目家族瑪巴流（Mabalriw）家的女性，在他們成婚後過了很長的時間，巴冷公主派兩個孫子回部落探訪家人時，卻因為族人看他們是百步蛇而對他們不敬，巴冷公主因此托夢告訴族人不會再跟族人有任何交流，僅以白鷺鷥作為思念的象徵。另外，巴冷公主的弟弟伯拉則是部落中有名的巨陰人。